# Union des associations internationales
 (septembre 2012).
L'Union des associations internationales (UAI) est une organisation non gouvernementale créée en 1907 par Paul Otlet et Henri La Fontaine. Actuellement, cette structure est sous le mandat des Nations unies. Son siège se situe, depuis sa création, à Bruxelles, en Belgique. La publication d'un annuaire relatif aux activités internationales reste l'une des activités majeures de cette institution.

## Histoire
La création de l'Union des associations internationales remonte au début du XXe siècle sous l'appellation de l'Office Central des Institutions Internationales. Elle est le fruit d'une collaboration entre l'Institut International pour la Paix (Monaco), dirigé par Alfred H. Fried (1864-1921) et l'Institut International de Bibliographie, créé en 1895 à Bruxelles. La paix et l'internationalisme constituent les deux objectifs essentiels de ce regroupement de nature politique. Le contexte dans lequel se développent leurs activités est largement dominé par l'impérialisme des Etats et par la montée en puissance d'un mouvement associatif privé autour de la paix (Union interparlementaire, Congrès de la Paix, Bureau International de la Paix, Prix Nobel de la Paix). En 1909, ils publient un premier annuaire. Cette publication est le résultat d'une enquête menée en étroite collaboration avec la revue le Mouvement sociologique international. Au cours des années suivantes, cette publication très volumineuse mobilise des moyens financiers importants. Le financement devient une préoccupation importante pour cette association privée. Les demandes de soutien sont la responsabilité du sénateur Henri La Fontaine qui dispose d'un carnet d'adresse et d'une légitimité grâce à son implication au sein du Bureau International de la Paix. L'augmentation de l'activité internationale est pour cette organisation la preuve d'un dynamisme qui induit pour ses promoteurs un changement salutaire de mentalité. Encouragés par de tels résultats, ils décident d'organiser un Congrès des associations en 1910, la même année que l'exposition universelle et internationale de Bruxelles. Cette combinaison a pour avantage de mettre en avant leur Congrès à cet événement planétaire qu'est l'exposition. C'est à ce moment que l'association évolue vers l'Union des associations internationales.

### Congrès
L'Union des associations internationales organise son premier Congrès les 9, 10 et 11 mai 1910 à Bruxelles. Son objectif est d'assurer la coopération internationale entre ces associations et leur offrir un cadre légal de développement. La personnification civile des associations internationales est à l'ordre du jour de cette réunion. À côté de cette ambition politique majeure, des questions plus générales et transversales sont abordées comme celle de l'unification des sciences et leur système métrique. La bibliographie et la documentation s'invitent naturellement. Enfin, les langues figurent dans les sujets abordés. La standardisation, l'harmonisation et l'adoption de normes communes sont la base même des discussions. Les personnalités qui président les séances sont très diverses: Auguste Beernaert, le général Hippolyte Sebert, Wilhelm Ostwald, Émile Waxweiler, Ernest Solvay, Henri La Fontaine. Parmi ces personnalités, on trouve l'influence belge des sciences sociales et de la sociologie.